# De ballade van de zwijgende zaag
De ballade van de zwijgende zaag en De ballade van Don Fluco zijn twee singles met Gerard Cox.
Cox had tot dan toe plaatjes gemaakt met luisterliedjes, maar er moest ook brood op de plank komen. Ook later zou hij televisiereclame maken. De twee bovengenoemde flexidiscs (slappe plastic singles) zijn reclame-uitingen.
De ballade van de zwijgende zaag was een reclameplaatje voor Warmond Gereedschappen. Slechts één kant van de flexiplaat was met muziek gevuld. Cox zong daarop een lied begeleid door het trio Peter Snoey, Rotterdams componist en reclameman, die later werkte met Jules Deelder. Tekst en muziek waren van muziekproducent Sies Hofman.
De ballade van Don Fluco is een lied van Cox en Henk van Hillegersberg. Hier was wel een B-kant. Mimi Sluyter en Peter Blanker vertelden het verhaal van Repelsteeltje.